# Dalneretsjensk
Dalneretsjensk (Russisch: Дальнереченск; Chinese: 伊曼) is een stad in de Russische kraj Primorje, op enkele kilometers van de Chinese grens. Het ligt aan de Trans-Siberische spoorlijn op 430 kilometer (over de weg) van Vladivostok.

## Geografie
De stad is gesitueerd op een vlak stuk land met kleine heuvels. De uiterwaarden van de Bolsjaja Oessoerka met talrijke meren en kanalen zijn te situeren in het noordwestelijke deel van de stad. Het grondgebied van de stad wordt doorsneden door de Malinovka. De sparren van het Sichote-Alingebergte zijn tijdens helder weer vanaf elk punt in de stad te zien net als Salskaja, een uitgedoofde vulkaan. De nabijheid van de taiga en minerale bronnen zoals de Lastotsjka en de Sjmakovka, ontelbaar veel meren en rivieren, een overvloed aan zonnige dagen en het gematigde leven van de stad maken van Dalneretsjensk een toeristische trekpleister.
De gemiddelde jaartemperatuur in de stad bedraagt +1,5 °C, met een juligemiddelde van +20,7 °C en een januarigemiddelde van −17,7 °C.

## Geschiedenis

### Middeleeuwen
De omgeving van Dalneretsjensk werd voor de 9e eeuw bewoond door stammen van de Yuexi Mohe (Hangul: 월희말갈 Hanja/Hanzi: 越喜靺鞨; pinyin: Yuèxǐ Mòhé), die in het begin van de 9e eeuw werden onderworpen door koning Seon (regeerperiode van 818 tot 830) en tot onderdeel gemaakt van zijn Bohai-rijk, dat het hele gebied van de huidige kraj Primorje omvatte, waaronder ook een deel van de stamgebieden van de Nanai, Oedegeïers, Evenken, Mohe en andere afstammelingen van sprekers van Toengoezische talen. In die tijd werd de stad Yeongju (Hangul: 영주, Hanja: 寧州) gesticht, die als bestuurlijk centrum fungeerde van de prefectuur Anwon (Hangul: 안원부, Hanja: 安遠府).

### Hedendaagse stad
De huidige stad werd in 1895 door de Kozakken gesticht en al snel na de stichting van de stad werd het een draaischijf van de houthandel dankzij de grote dennen, zilversparren en gewone sparren in het gebied. De belangrijkste industrietak in de stad is nog steeds die van de houtbewerking.
In 1917 kreeg het de titel van stad. Dalneretsjensk heette oorspronkelijk Iman (Russisch: Иман, Koreaans: 언만; Unman, Chinees: 伊曼; Yiman), maar de Russische naam werd in 1972 in Dalneretsjensk veranderd (wat letterlijk 'een plaats aan een verre rivier' of 'een plaats aan een rivier in het Verre Oosten) tijdens een grootschalige campagne om de Sovjetsuprematie extra te benadrukken. In de andere talen bleef de naam ongewijzigd.
De belangrijkste kerk werd ingewijd in 1913. Het grootste deel van de monumenten in de stad zijn gewijd aan de gebeurtenissen uit de Russische Burgeroorlog en de Tweede Wereldoorlog. Er is ook een gedenkteken voor de grenswachters die omkwamen tijdens het Amoerconflict (1969) op Damanski.

## Demografie
| 1939   | 1959   | 1989   | 2002   |
| ------ | ------ | ------ | ------ |
| 13.900 | 25.400 | 33.596 | 30.092 |